# Paglia
La paglia (dal latino palea) è quel prodotto agricolo costituito dai culmi (i fusti dei cereali) alla fine della maturazione della pianta.

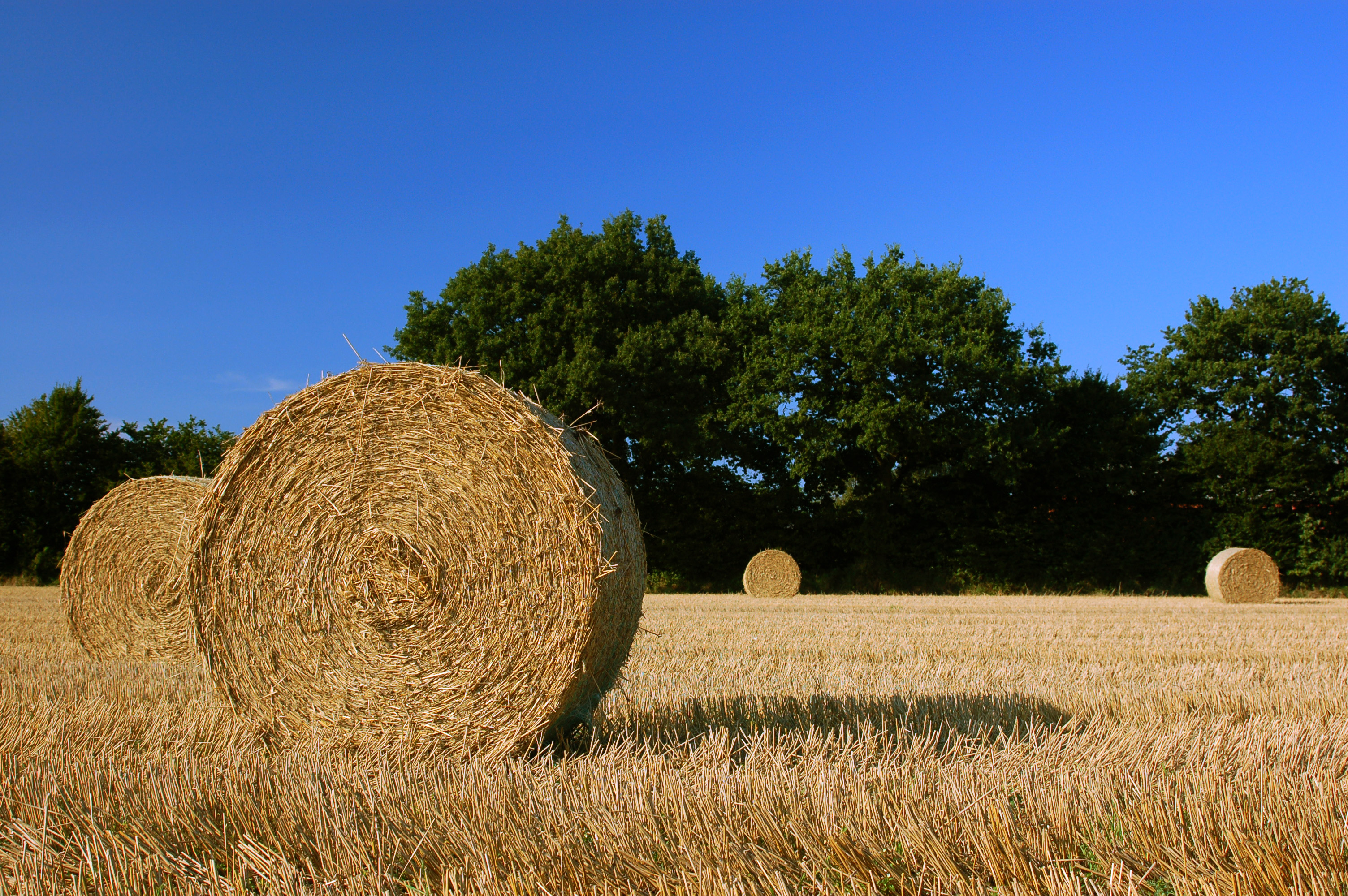
Roto-balle di paglia

Può essere considerata come un sottoprodotto dell'agricoltura, perché è ciò che rimane dei cereali dopo la trebbiatura, una volta che la granella è stata raccolta. I principali cereali cosiddetti "a paglia" sono: grano tenero, grano duro, orzo, avena, riso, miglio, segale e farro.
Normalmente la paglia, se viene raccolta, viene compressa e imballata da un apposito macchinario detto raccogli-imballatrice in balle prismatiche o cilindriche (con diametro variabile dai 120 ai 200 cm), con densità di compressione da circa 90 kg/m3 a 250 kg/m3.
È formata da cellulosa, lignina, cere, minerali e silicati, per questo motivo si decompone lentamente, ma è comunque necessario tenerla al riparo della pioggia, possibilmente in luogo aerato, per evitare lo sviluppo di muffe.

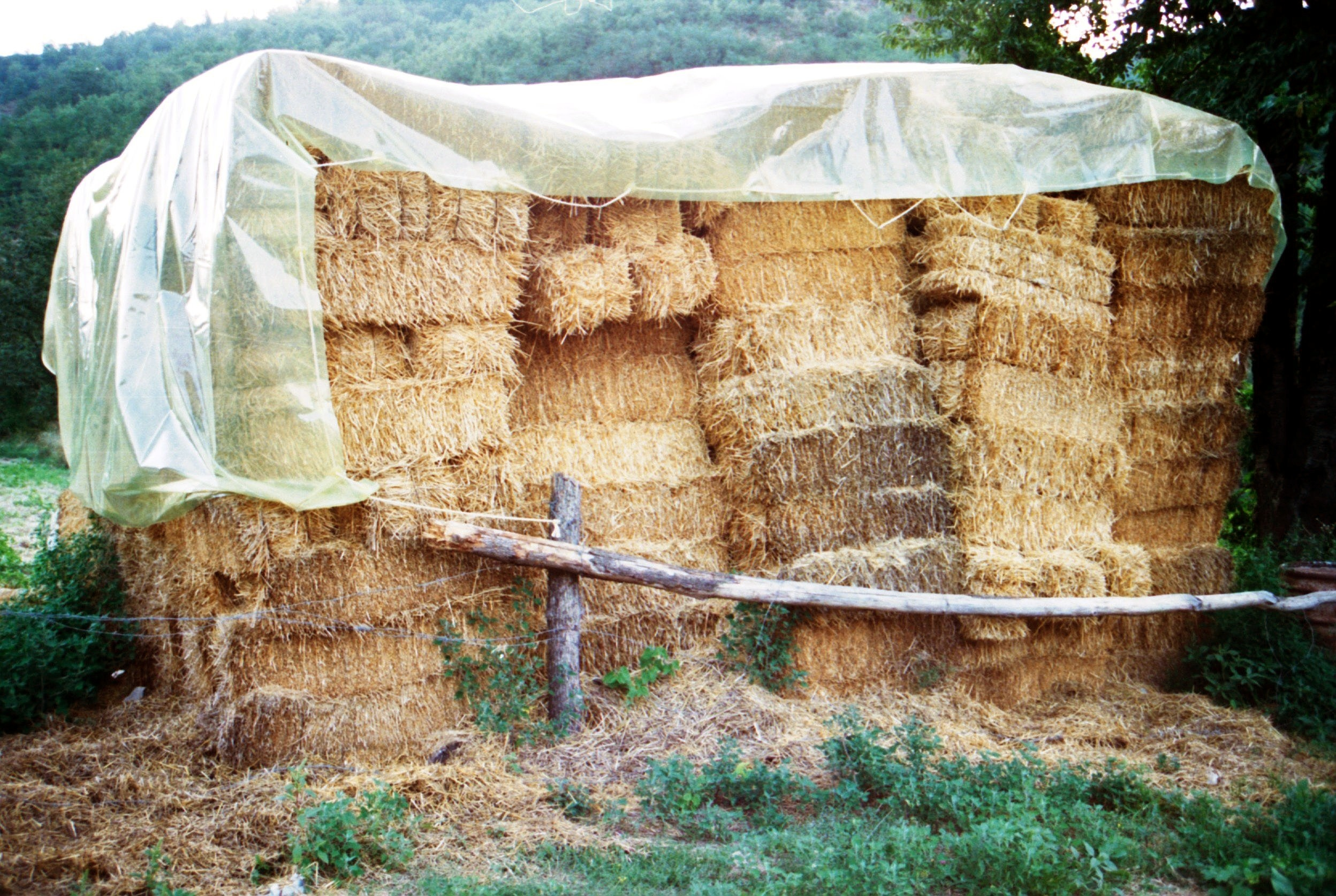
Pila di balle protette da un telo

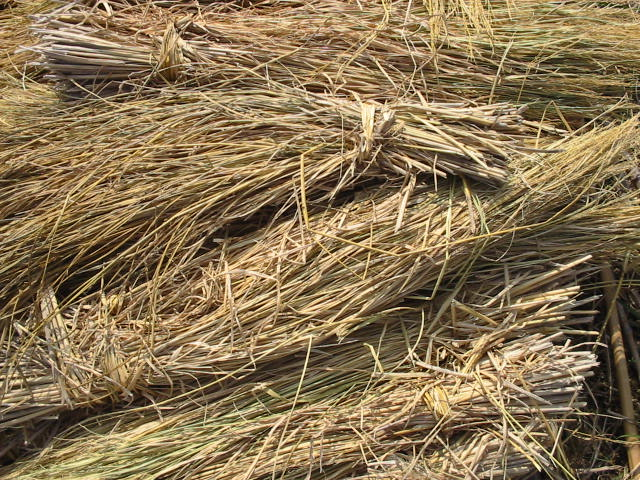
Fascine di paglia di riso

La paglia ammonta in peso a circa la metà della biomassa aerea di un raccolto di orzo, avena, riso, segale o frumento.

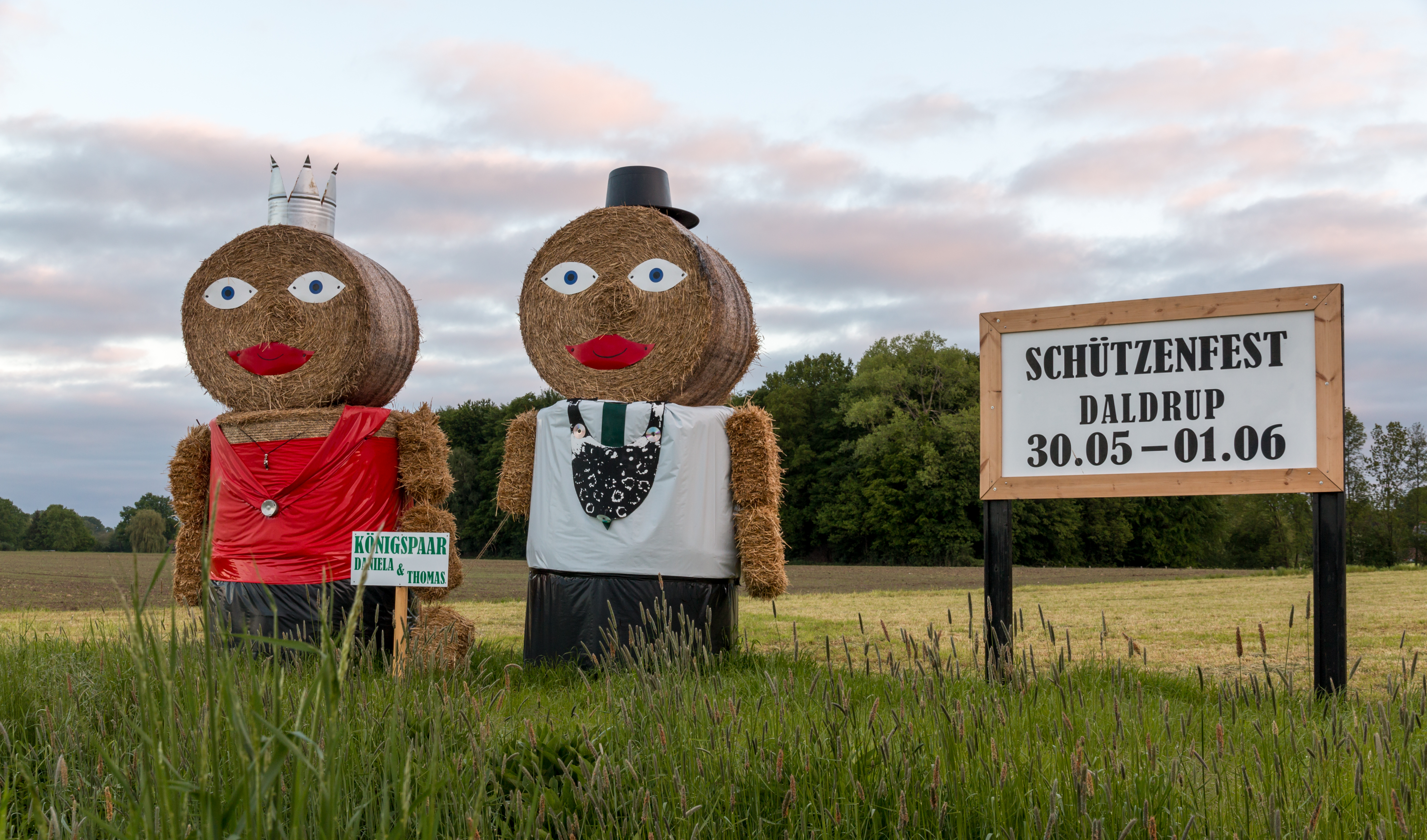
Sculture di paglia a Dülmen in Germania

Nel caso in cui non risulti economicamente conveniente raccogliere la paglia, essa viene interrata con le lavorazioni di preparazione del terreno per la successiva coltura, contribuendo ad aumentare la sostanza organica del terreno.

## Gli utilizzi

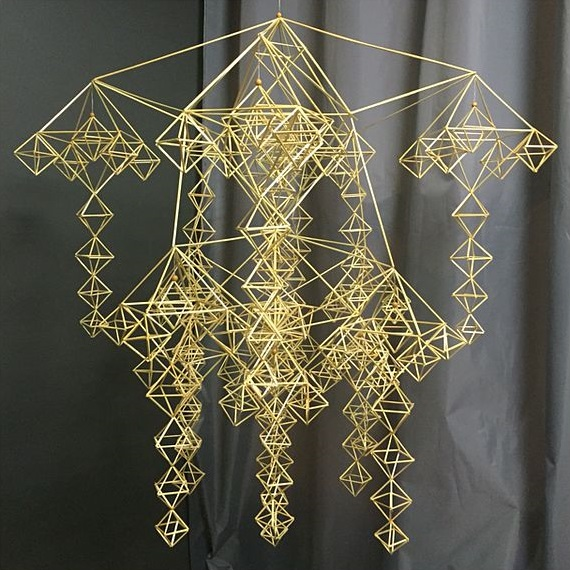
Puzuris, decorazione lettone tradizionale in paglia di Natale

L'uso della paglia risale a tempi antichi, dalla costruzione di corde all'imbottitura dei materassi (pagliacci o pagliericci) come alternativa alla lana.
In allevamento viene ancora utilizzata come elemento integrativo del foraggio nell'allevamento dei ruminanti e delle capre, e, soprattutto, come lettiera sul pavimento nelle stalle: mischiata alle deiezioni forma il letame.
Può rientrare nel cumulo di compostaggio dei rifiuti organici, alzando il rapporto carbonio/azoto quando troppo basso.
Alcune industrie la utilizzano per ricavarne la carta di cellulosa, mentre, dopo un procedimento a base di zolfo, la paglia schiarita viene intrecciata ed utilizzata per la fabbricazione di cappelli e borse.
Nell'arredamento è utilizzata soprattutto per l'impagliatura delle sedie.
Nella selleria costituiva l'imbottitura di selle e collari per cavalli.
La paglia di riso, fino all'avvento della plastica, era utilizzata per la fabbricazione delle cannucce.
Viene usata, legata ed intrecciata, per le decorazioni, soprattutto natalizie, in Austria e Alto Adige.
Altrettanto rapidamente sta crescendo l'interesse sull'uso della paglia come fonte di energia alternativa.
Nell'imbalsamazione degli animali la paglia viene utilizzata per imbottire gli animali: la paglia dà forma all'animale imbalsamato.

### Edilizia
In molti Paesi (soprattutto nordeuropei e tropicali) è il materiale di copertura più diffuso per i tetti delle case, contribuendo a tipizzare il paesaggio locale.
Anticamente veniva utilizzata mescolata con argilla o terra per la fabbricazione di mattoni di paglia; cadde in disuso all'inizio del XIV secolo probabilmente per la paura di incendi e la diffusione dei laterizi.
Si sta assistendo a un revival della paglia come materiale da costruzione, soprattutto in Francia, grazie alle sue caratteristiche intrinseche: 
- elevato potere termoisolante (tre volte quello richiesto per le abitazioni in materiali convenzionali): lambda = 0,045 http://www.fasba.de/images/stories/fasba/downloads/Pb-lambda1.pdf[collegamento interrotto]
- elevato potere fonoassorbente
- risorsa rinnovabile, quindi eco-compatibile e interamente biodegradabile
- elevata traspirabilità
- elevata resistenza al fuoco (Prove sui materiali per ingegneria civile eseguite dal Politecnico di Braunschweig, DE http://www.fasba.de/images/stories/fasba/downloads/f-90-report.pdf[collegamento interrotto])
- lunga durata
- autoportanza
- ottima resistenza antisismica
- semplicità costruttiva

Anche in Italia l'uso della paglia in edilizia sta avendo una grande accelerazione rispetto a qualche anno fa, sono centinaia ormai gli edifici costruiti con una struttura in legno ed i muri di tamponamento in balle di paglia.

## Riferimento artistico

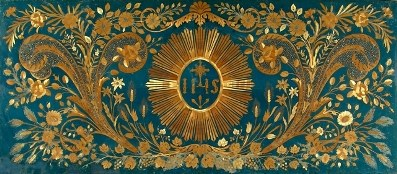
Paliotto genovese del XVIII secolo, sul fondo di tela blu decorata tutta di paglia naturale

Oggetti devozionali e liturgici: confezionati con della paglia, alcuni capolavori dell'arte votiva detta "povera"  (paliotti, teche da ostia magna, vassoi eucaristici, …) provengono principalmente dai conventi dei Frati Minori Cappuccini dove essi hanno iniziato a specializzarsi in questo tipo di attività artistica dopo il divieto dell'uso di materiali preziosi per la decorazione dei loro edifici. Spesso preso per dell'oro, crea ammirazione e stupore, per esempio, di Goethe durante la sua visita alla Chiesa del Redentore a Venezia.